# Jacques Paul Fronton Duplantier
Pour les articles homonymes, voir Fronton et Duplantier.
Jacques Paul Fronton Duplantier, né le 10 janvier 1764 à Caillau, mort le 17 avril 1814 à Agen, est un avocat, botaniste, membre de la Convention et député au Conseil des Cinq-Cents.

## Biographie
Il appartient à une famille de vieille bourgeoisie de l'Entre-deux-Mers, et est fils d'un capitaine garde-côtes. Il est reçu avocat au parlement de Paris et est armateur à Bordeaux lorsque la Révolution éclate. Il en adopte les idées nouvelles, devient administrateur du département, et est élu, le 11 septembre 1791, député suppléant de la Gironde à l'Assemblée législative, sans être appelé à y siéger.
Le 8 septembre 1792, le département de la Gironde l'élit membre de la Convention, le 10e et dernier, par 334 voix sur 513 votants. Il s'associe à la politique des Girondins, ses compatriotes, rend compte (25 novembre 1792) de diverses adresses envoyées à la Convention, et, dans le procès de Louis XVI, répond au 3e appel nominal : « En votant contre l'appel au peuple, je ne me suis pas dissimulé les inconvénients d'un jugement définitif ; mais j'ai consulté ma conscience et la loi ; je vote pour la mort, et je demande que l'Assemblée suspende l'exécution ».
Il donne sa démission, le 7 juin 1793, par une lettre qui est lue à la tribune, et dans laquelle il déclare que « le bruit s'étant l'épandu que 10 000 hommes sont partis du département de la Gironde, que, ne voulant pas être responsable des suites d'un pareil événement, et qu'étranger d'ailleurs à tous les partis, il offrait sa démission ». Il se réfugia dans l'Entre-deux-Mers, et, après la Terreur, fut nommé président de l'administration de son département (août 1794) ; ce mandat lui fut renouvelé le 25 vendémiaire an IV.
Le 25 germinal an VI, il est élu député de la Gironde au Conseil des Cinq-Cents par 309 voix sur 374 votants ; le 17 messidor, dans la discussion sur le projet de loi relatif au tribunal de cassation, il demande que le choix des remplaçants soit fait par la voie du tirage au sort ; il propose (28 messidor) d'obliger les pensionnats particuliers à vaquer les décadis (l'urgence est déclarée) ; revient, le lendemain sur cette question, déclare impossible et inconvenant tout article prohibitif du repos, mais propose cependant d’interdire aux instituteurs des deux sexes de vaquer d'autres jours que les décadis et les quintidis ; demande (1er thermidor) que les rentes viagères dues aux émigrés reviennent à la République pendant quinze ans (ajourné) ; fait décréter (10 thermidor) la célébration au sein du Conseil de la fête anniversaire du 10 août ; fait adopter (24 brumaire an VII) un projet pour activer le partage des biens indivis avec la nation ; fait voter (18 frimaire) plusieurs articles d'un projet de loi établissant, pendant 15 ans, les droits de successibilité de la République aux biens des ascendants des émigrés, à dater du jour de la paix générale ; présente (24 ventôse) un projet tendant à faire célébrer tous les ans, dans l'enceinte des séances du Conseil, la fête de la souveraineté du peuple ; parle (22 prairial) en faveur de la liberté de la presse ; fait interdire (4 thermidor) à tout fonctionnaire public de s'intéresser dans aucune fourniture ; se fait (2 fructidor) l'organe des plaintes des armateurs de Bordeaux sur les entraves apportées à la course maritime ; discute (16 brumaire an VIII) la répartition de l'emprunt de cent millions, combat le système de la commission, et demande la présentation d'un autre projet.
Hostile au coup d'État du 18 brumaire, il figure sur la liste des représentants exclus le lendemain du Corps législatif, et destinés à la déportation. « On proclame ici, à contrecœur, dit Bernadau dans ses notes manuscrites déposées à la bibliothèque de Bordeaux, le décret du 19 brumaire, qui supprimé le Directoire et crée à la place trois consuls. Le parti anti-jacobin manifeste partout sa joie, et l'on chante aux spectacles des couplets que le bureau central n'a pas osé interdire. En voici un des plus saillants :
| Nos très chers frères et amis À Bonaparte sont soumis, C'est ce qui les désole. Duplantier, Grandmaison, Garran Comme d'autres sont à vau l'eau, C'est ce qui nous console. |

L'Empire offre à Duplantier des fonctions publiques ; il les refuse, et, ayant perdu sa fortune pendant la Révolution, et celle de sa femme dans l'insurrection de Saint-Domingue, il se fait inscrire au barreau d'Agen, en devient un des meilleurs avocats, et remplit les fonctions de bâtonnier de 1811 jusqu'à sa mort. Littérateur et botaniste, Duplantier avait fondé avec Brémontier la Société d'histoire naturelle de Bordeaux (1790). Il a laissé un manuscrit sur la Classification des plantes, et un Mémoire sur les plantations des dunes.
Il avait été franc-maçon.

## Mandats
- 08/09/1792 - 07/06/1793 : Gironde - Girondins
- 14/04/1798 - 26/12/1799 : Gironde - Modérés

## Travaux législatifs
- Opinion de J.-P.-F. Duplantier sur le projet relatif au calendrier républicain. Séance du 12 thermidor an VI 1797
- Opinion de J.-P.-F. Duplantier sur l'établissement des écoles primaires nationales. Séance du 24 nivôse an VII 1798
- Opinion de J. P. F. Duplantier, sur le mode d'exécution de la conscription militaire, présenté dans la commission, dans son projet de recrutement de l'armée de terre. Séance du 2 fructidor an VI 1798
- Opinion de J.-P.-F. Duplantier sur les deux projets de résolutions concernant les fêtes décadaires. Séance du 28 messidor an VI 1797
- Opinion de J. P. F. Duplantier, député du département de la Gironde, sur l'établissement des écoles primaires nationales : séance du 24 nivôse an VII 1799
- Discours prononcé par J.-P.-F. Duplantier... sur le message du Directoire exécutif relatif à l'assassinat des ministres plénipotentiaires à Rastadt. Séance du 16 floréal an VII 1798
- Rapport fait par J.-P.-F. Duplantier... au nom d'une commission spéciale, sur la pétition de divers particuliers relativement aux créances résultantes de l'achat des noirs. Séance du 24 vendémiaire an VII 1798
- Rapport fait par J. P. F. Duplantier, député du département de la Gironde : au nom de la commission spéciale chargée d'organiser les tribunaux de commerce d'après les formes et suivant les principes constitutionnels, & de fixer leur arrondissement d'une manière uniforme dans toute l'é́tendue de la République, suivi du projet de résolution : séance du 12 nivose an 7 1797

## Œuvres
- Classifications des plantes
- Mémoire sur les plantations des dunes
- Étude de l'Entre-deux-mers

### Sources
- Dictionnaire des parlementaires français par Adolphe Robert, Edgar Bourloton et Gaston Cougny, tome 2, Cay-Fes, Bourloton éditeur, Paris, 1889.
- Biographie nouvelle des contemporains tome 6, Paris, 1822
- Statistique générale du département de la Gironde, Tome II, Biographie, É. Féret, 1890